# Cinecanal
Cinecanal é um canal de televisão por assinatura latino-americano pan-regional que iniciou suas transmissões em 1 de abril de 1993. É de propriedade da The Walt Disney Company América Latina, uma subsidiária da Disney International Operations, que é uma subsidiária da The Walt Disney Company.

## História
Em 10 de agosto de 1992, a MVS Comunicaciones firmou um acordo com a United International Pictures (distribuidora dos filmes da Paramount Pictures, Universal Pictures e MGM/UA), 20th Century Fox, Organización Cisneros (através da holding Cablecinema C.A.) e Argentina Argentina Cable Society, S. A. (SACSA), para a fundação de uma joint venture com o objetivo de criar um canal com cobertura latino-americana, que transmitiria exclusivamente filmes de estreia. O investimento original foi de US$ 5.000.000,00 embora não tenha sido divulgado o valor da participação de cada entidade envolvida. A empresa foi fundada como LAPTV.
O Cinecanal iniciou suas operações em 1 de abril de 1993 como um canal premium transmitido pela MVS (Multivision) na Cidade do México. O sinal foi recebido com grande entusiasmo e, após dois meses de operação, começou a transmitir para a América Central, República Dominicana e América do Sul. Originalmente, transmitia dois canais da sede da Multivisión na Cidade do México através da rede de satélites Morelos para a América do Norte, América Central e Caribe e por Panamsat para a América do Sul (sinal leste, baseado no fuso horário da Cidade do México, e sinal oeste, com base no horário de Buenos Aires). No total, o canal tinha cerca de 4.500.000 assinantes no final de 1994.
Em 21 de abril de 1995, após a crise econômica mexicana de 1994, a Organización Cisneros e a MVS Comunicaciones venderam as ações para a United International Pictures porque a LAPTV, empresa responsável pela operação do canal, estava sofrendo enormes perdas econômicas, apesar de o canal estar no ar há apenas dois anos. No ano seguinte, a empresa mudou sua sede para Atlanta. Pouco tempo depois, foi lançado o segundo canal da empresa, o Cinecanal 2.
Em 15 de março de 1998, a LAPTV assinou um acordo com a DreamWorks SKG para transmitir seus longas-metragens em estreias na televisão. Em 2000, a MGM mudou a forma de distribuição de seus filmes no exterior e deixou de ser parceira da UIP e, em novembro de 2000, vendeu suas ações para a 20th Century Fox e a Walt Disney Pictures.
Em 23 de julho de 2007, a SACSA vendeu as ações para a Fox Latin American Channels e, dois anos depois, a Universal Studios vendeu sua participação para a Fox.
Desde 1 de novembro de 2009, o Cinecanal tornou-se um canal básico nas operadoras de televisão latino-americanas. Em 1 de outubro de 2010, o Cinecanal renovou sua imagem corporativa para acomodar ainda mais o sinal como canal básico de assinatura. Também foram adicionados intervalos comerciais e promoções durante a transmissão de filmes.
Desde 1 de junho de 2011, o Cinecanal transmite toda a sua programação dublada para o espanhol, com o objetivo de abordar um novo segmento de telespectadores. Além disso, foi lançado um novo sinal com base no Chile, denominado sinal do Pacífico.
Em 27 de novembro de 2020, a Disney anunciou que renomearia os canais Fox na América Latina para Star em 22 de fevereiro de 2021. Essa mudança não afetaria os canais FX, National Geographic, FXM, Cinecanal ou Fox Sports.
Em 1 de abril de 2022, o Cinecanal chegou pela primeira vez ao Brasil, onde substituiu o sinal local Star Life que encerrou suas transmissões junto com FXM, Disney XD, Nat Geo Wild e Nat Geo Kids.
Em 2 de dezembro de 2024, a Disney anunciou o encerramento das operações do canal no Brasil, junto com os seus irmãos (exceto a rede de canais ESPN), a partir do dia 28 de fevereiro de 2025, passando a centralizar todo o conteúdo em seu serviço de streaming. Apesar do encerramento anunciado para o dia 28, o canal só cessou as transmissões de fato por volta das 7h do dia 1.° de março, após o documentário Kipchoge - Correndo Rumo à História, quando substituiu a programação por um slide informativo.
Filmes em parcerias com as distribuidoras de filmes de Hollywood como:
- 20th Century Studios
- Searchlight Pictures
- DreamWorks Pictures
- DreamWorks Animation
- Paramount Pictures
- Lionsgate Entertainment
- Universal Pictures
- Sony Pictures